# Barranc de la Font dels Capellans
El Barranc de la Font dels Capellans és un curs fluvial del terme de Reus al Baix Camp. També se'n diu Barranc dels Capellans.

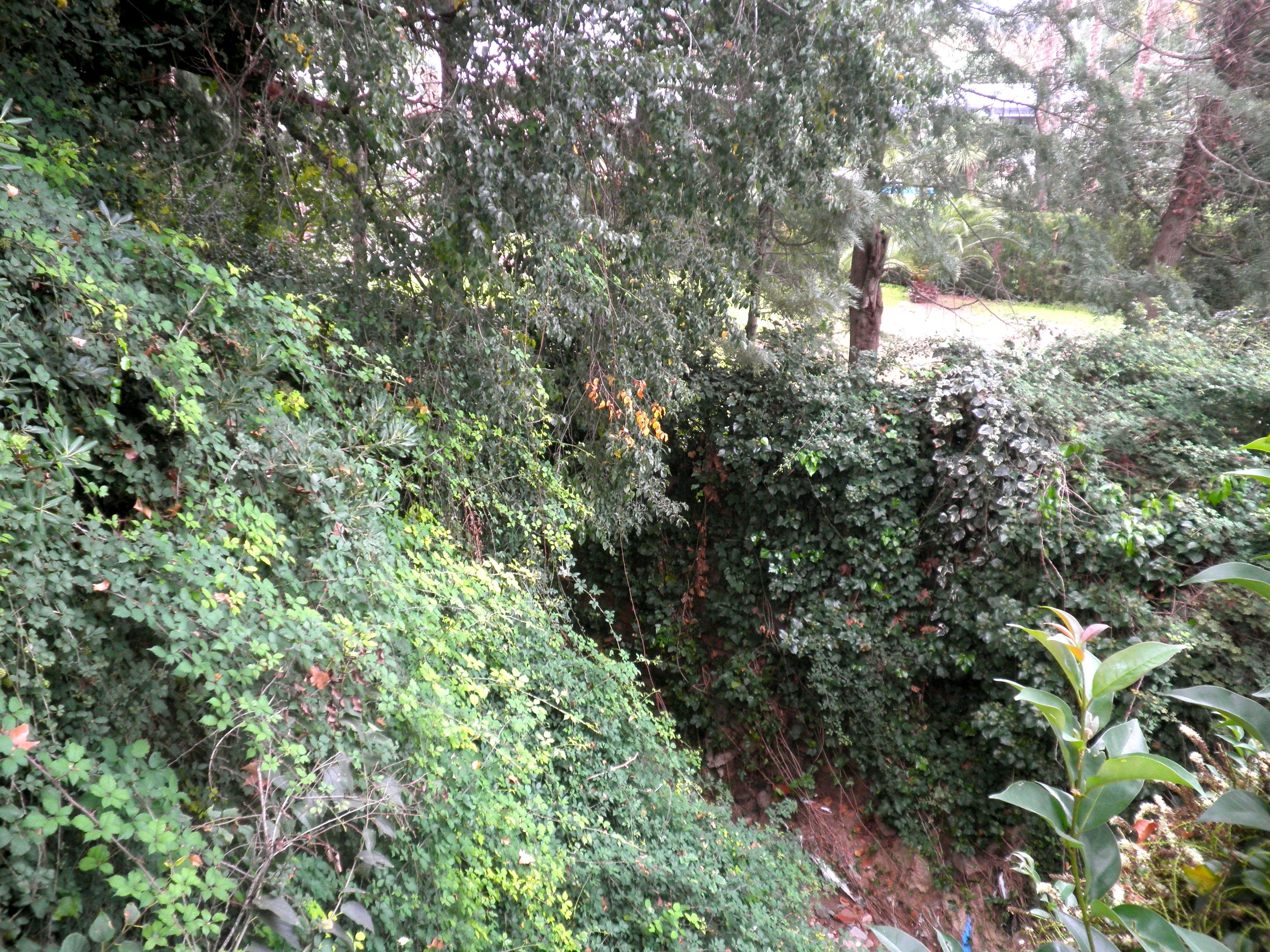
El barranc de la Font dels Capellans al passar pel Passeig de la Boca de la Mina

Comença al camí Fondo de la Bassa Nova, travessa el Passeig de la Boca de la Mina, on a poca distància hi ha la Font dels Capellans o Font del Lleó, i més avall, la carretera d'Alcolea o de Falset i s'uneix, per damunt de la carretera de Riudoms, amb el Barranc del Mas de Gassot que ja s'ha ajuntat amb el Barranc del Molí, per formar el Barranc de l'Escorial. Quan passa pel Barri Gaudí està canalitzat i soterrat. Surt a la superfície passada la carretera d'Alcolea i voreja el Mas del Parsifal.